# ÖBB 4030 sorozat
Az ÖBB 4030 sorozat egy osztrák villamosmotorvonat-sorozat. Az SGP, az AEG, a BBC, az ELIN és a BES (BBC, ELIN, Siemens) gyártotta 1956 és 1962 között az ÖBB részére.